# The Romaunt of the Rose

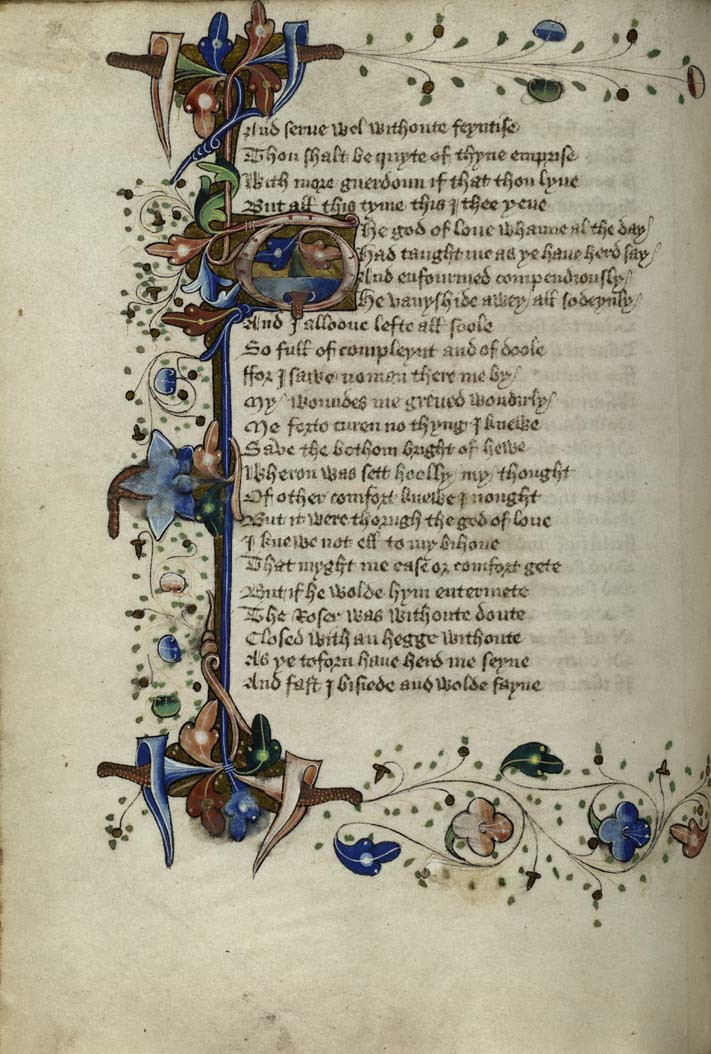
Een kopie van een pagina uit het werk, ca. 1440

The Romaunt of the Rose is de vertaling in het Middelengels van een deel van het Oudfranse allegorische gedicht Roman de la Rose van de Franse schrijvers Guillaume de Lorris, die het eerste deel schreef, en Jean de Meung, die het werk later uitbreidde.
De Engelse versie telt 7700 verzen en behandelt het eerste deel en een gedeelte van het vervolg. Althans een groot deel van dit werk wordt toegeschreven aan Geoffrey Chaucer.
Het eerste deel is een verhaal in de sfeer van de hoofse liefde. De roos uit de titel staat symbool voor de vrouw. De dichter wil een roos plukken en wordt de tuin waar deze zich bevindt binnen genodigd. Hij bemerkt echter dat de roos zwaar wordt bewaakt en dus niet gemakkelijk te bereiken is. Hij geeft zich dan over aan de god van de Liefde. Deze adviseert hem wat te doen, maar Jaloezie bouwt een kasteel om de roos heen. 

Evenals in het oorspronkelijke werk is het vervolg satirisch van toon en kritiseert vrouwen, godsdienst en de sociale conventies.